# WB6
WB6 (od engleskog Western Balkans Six) je naziv za (potencijalnu) ekonomsko - političku organizaciju zemalja koje se nalaze na području zapadnog Balkana, koje su dio tzv. Berlinskog procesa.
Riječ je o Bosni i Hercegovini, Srbiji, Crnoj Gori, Albaniji, Kosovu i Sjevernoj Makedoniji.
Unatoč tome što sve ove zemlje imaju za cilj biti punopravne zemlje članice Europske unije, sve se više govori o tome da te zemlje postave temelje za političko - gospodarsku organizaciju među sobom koja će biti neovisna o EU-u.

### Povijest
Mnogi političari Europske unije su na Prvoj konferenciji zemalja zapadnog Balkana u Berlinu, održanoj 2014 godine ocijenili kako pojedine zemlje ove regije nisu spremne kako bi bile članice Europske unije, pri tome naročito misleći na Bosnu i Hercegovinu. Veliki problem također je predstavljao Kosovo, kao prepreka dijaloga i normalnog funkcioniranja između Srbije i Albanije. Stoga su mnogi čelnici EU-a smatrali da dok se ne uspostave odnosi između svih zemalja u regiji ne bi trebalo doći do novog proširenja EU-a na niti jednu od navedenih zemalja. 
Kako je proces približavanja EU-u tekao sporo u nadolazećim godinama sve se više sugeriralo ovim zemljama da same uspostave gospodarsko - političku zajednicu među sobom, što su pojedine zemlje (naročito Crna Gora, koja je najdalje otišla u procesu pregovora o pristupanju EU-u ) odbijale. Ova ideja je svoj vrhunac doživjela na Četvrtoj konferenciji zemalja zapadnog Balkana u Trstu 2017. kada je domaćin, Italija, pozvala zemlje WB6 da osnuju zajedničko tržište među sobom. Osim Srbije, niti jedna druga zemlja regije nije bila zainteresirana za ovakav oblik suradnje, bojeći se da bi to dovelo do udaljavanja od procesa ulaska u Europsku uniju.
Ipak, Berlinski proces natjerao je zemlje da započnu proces gospodarske suradnje među sobom, koje nadilaze trgovinska pitanja, koja su već riješena članstvom u CEFTA-i. Jedan od prvih oblika suradnje bila je uspostava regionalnog tržišta električne energije, i to dogovorene na Petoj konferenciji zemalja zapadnog Balkana u Beču 2015. godine. U nadolazećim godinama Srbija je uvidjela da može biti lider zemljama WB6 te koristi pojačane suradnje sa svim zemljama u regiji. Također, problem priznavanja Kosova kao države od strane Albanije je postajao sve manja prepreka dijaloga između Beograda i Tirane.
Kada je 2019. Europska unija odbila započeti pregovore o pristupanju EU-u s Albanijom i Sjevernom Makedonijom ove dvije zemlje su zajedno sa Srbijom odlučile uspostaviti tzv. Mini Schengen (prostor slobodnog kretanja roba, usluga, kapitala i ljudi, po uzoru na Schengenski prostor). Ostale zemlje WB6 nisu htjele sudjelovati u ovom procesu. Mnogi smatraju da je ovo bila prekretnica prema kojem će navedene zemlje stremiti ka stvaranju vlastite političko - gospodarsku unije.